# Nespeky
Nespeky település Csehországban, a Benešovi járásban. Nespeky Řehenice, Čerčany, Pyšely, Týnec nad Sázavou és Poříčí nad Sázavou településekkel határos. Lakosainak száma 803 fő (2024. január 1.).

## Népesség
A település lakosságának változását az alábbi diagram mutatja:
| Lakosok száma | 420  | 399  | 367  | 592  | 469  | 669  | 682  | 743  | 813  | 803  |
|               | 1869 | 1900 | 1921 | 1961 | 1980 | 2011 | 2016 | 2019 | 2021 | 2024 |